# Mehna
Mehna è un comune di 271 abitanti della Turingia, in Germania.

Appartiene al circondario dell'Altenburger Land ed è parte della Verwaltungsgemeinschaft Rositz.